# 小樽理容美容専門学校

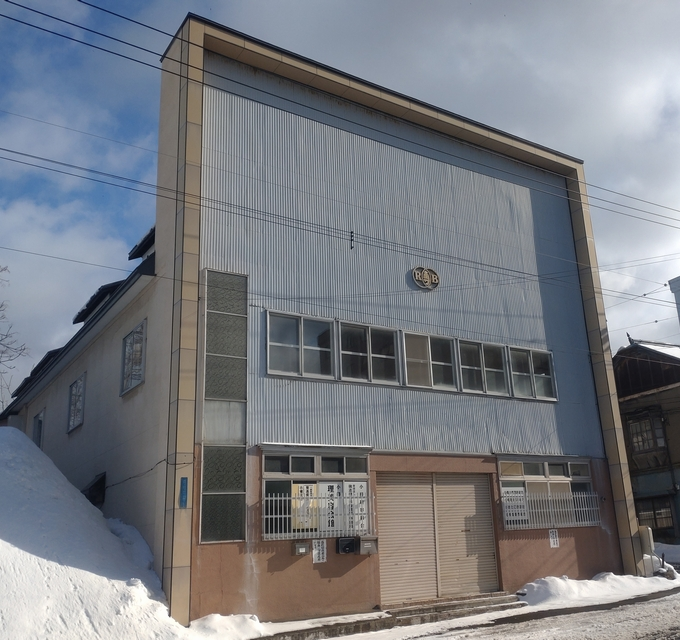
小樽理容美容専門学校として使用されていた建物。撮影時点の2024年3月20日時点ではすでに閉校している。

小樽理容美容専門学校（おたるりようびようせんもんがっこう）は、北海道小樽市住ノ江1丁目1番24号に所在した専修学校。

## 歴史
1921年（大正10年）2月、小樽理容業における技術の研究と向上を目的とした「日曜会」が発足する。当時、日曜日の夜間は営業していなかったので、毎月第1日曜日の夜間に全従業員が参集して法規・衛生・化粧品鑑別などの講習を受け、その他の日曜日夜間には各部に分かれてそれぞれ独自の技術講習を実施した。さらに5月には10日間の技術講習が設けられ、成績優秀者には証書が与えられた。
1922年（大正11年）には日曜会に学習部が設けられ、毎週日曜日夜間の学習が完全に定着する。これを前身として、以後は1929年（昭和4年）の小樽理髪学校、1938年（昭和13年）の小樽理髪青年学校と、発展を重ねていくことになる。
太平洋戦争終結後に訪れた民主化の波の一環として、小樽の理容業界は従前の徒弟制度の改革を迫られた。1948年（昭和23年）7月20日に理容師法の一部が改正され、インターン制度が法文化されたことで、当業界は新制度の受け入れに苦慮した。しかし当業界において、徒弟制度の近代化を図る動き自体は昭和初期から見られるものであり、理容学校制度の確立と実現に力が注がれていたのはその一端と言える。
1955年（昭和30年）4月、小樽高等理容学校が開校。
1966年（昭和41年）4月、小樽高等理容美容学校となる。
1981年（昭和56年）に小樽理容美容専門学校に改称。
1998年（平成10年）4月の理容師法および美容師法の改正により、入学資格が高等学校卒業以上、修業年限は2か年となった。また、卒業後のインターン制度は廃止された。
2010年（平成22年）3月12日に最後の卒業式が行われる。同年3月15日に閉校式が行われて閉校。3300人の理容師・美容師を輩出した。
閉校後の小樽理容美容専門学校には、1948年頃に製造のパーマメントマシンと、ドライヤーが残っていた。これらは開校していた当時に使用していたものであった。これらは小樽市総合博物館に寄贈された。